# Hard (cântec de Rihanna)
Hard  este cel de-al doilea disc single extras de pe albumul Rated R, al cântăreței de origine barbadiană Rihanna. Fiind o colaborare cu rapper-ul Young Jeezy, piesa a obținut succes în clasamente, ajutând albumul Rated R să rămână în clasamentele de specialitate pentru mai multe săptămâni consecutive.

Un videoclip muzical însoțitor, regizat de Melina Matsoukas, a fost filmat în Los Angeles în decembrie 2009. În videoclip, Rihanna comandă o armată în timp ce este îmbrăcată în costume militare stilizate.  După premiera videoclipului, cântecul a ajuns în topurile din Canada, Noua Zeelandă și Regatul Unit.  Rihanna a cântat „Hard” la concertul lui Jay-Z la UCLA Pauley Pavilion și la American Music Awards 2009.  Cântecul a fost, de asemenea, inclus pe listele de decor ale turneului Last Girl on Earth (2010–11) și al turneului Loud (2011).